# فرحات (صور)
فرحات منطقة سكنية تقع في ولاية صور، التابعة لمحافظة جنوب الشرقية في سلطنة عمان. يقدر عدد سكانها بـ 9 نسمة حسب إحصاء عام 2010 التابع للمركز الوطني للإحصاء والمعلومات الحكومي. رمز المنطقة هو 80140273.

## الوصلات الخارجية
- المركز الوطني للإحصاء والمعلومات، سلطنة عمان